# Rune Olijnyk
Rune Olijnyk (Lørenskog, 27 de diciembre de 1968) es un deportista noruego que compitió en salto en esquí.
Ganó una medalla de plata en el Campeonato Mundial de Esquí Nórdico de 1991, en la prueba de trampolín grande individual. Participó en los Juegos Olímpicos de Albertville 1992, ocupando el séptimo lugar en el trampolín grande por equipo.

## Palmarés internacional
| Campeonato Mundial | Campeonato Mundial     | Campeonato Mundial | Campeonato Mundial |
| Año                | Lugar                  | Medalla            | Prueba             |
| ------------------ | ---------------------- | ------------------ | ------------------ |
| 1991               | Val di Fiemme (Italia) | Medalla de plata   | TG individual      |